# パーヴェル・アルテミエフ
パーヴェル・アルテミエフ（ロシア語: Павел Артемьевич Артемьев；1897年 - 1979年）は、ソ連の軍人。大将。

## 経歴
1918年、赤軍に入隊。1920年、全連邦共産党（ボリシェヴィキ党）入党。特別課の系統で勤務する。1938年、フルンゼ名称軍事アカデミーに入校し、同年、内務人民委員部（NKVD）独立師団長。1941年からNKVD作戦軍局長。
独ソ戦時、政治的に重要なモスクワ軍管区司令官に任命された。1941年10月～1943年10月、モスクワ防衛地区長を兼任。強制労働を利用して、防衛線の整備に努めた。
戦後も、モスクワ軍管区司令官に留まる。ヨシフ・スターリンの死後、ウラル軍管区副司令官に左遷。
1946年から1954年までソ連最高会議代議員。1952年から1956年までソ連共産党中央委員会委員。